# التجمع من أجل القوى المستقلة / حزب شباب بوركينا فاسو
التجمع من أجل القوى المستقلة / حزب شباب بوركينا (بالفرنسية: Rassemblement des Forces Indépendantes/Parti des Jeunes du Burkina)‏ هو حزب سياسي في بوركينا فاسو.

## التاريخ
قبل الانتخابات البرلمانية لعام 2007، انضم الحزب إلى اتفاق تحالف القوى الديمقراطية، إلى جانب اتفاق الديمقراطية والاتحاد وخضر بوركينا واتفاق الديمقراطية والحرية. فاز التحالف بثلاثة مقاعد.
خاض الحزب الانتخابات البرلمانية لعام 2012 بمفرده، وحصل على 0.16٪ فقط من الأصوات وفشل في الفوز بمقعد. في عام 2014 انضم إلى الجبهة الجمهورية الموالية للحكومة.